# Waltz for Debby (musikalbum)
Waltz for Debby är ett studioalbum från 1964 med Monica Zetterlund, ackompanjerad av Bill Evans Trio och med Bill Evans på piano, Chuck Israels på bas och Larry Bunker på trummor. Skivan spelades in under fyra timmar söndagen den 23 augusti 1964 i Europa Film Studio i Stockholm och producerades av Göte Wilhelmson och gavs ut senare i december samma år. Albumet brukar räknas bland de bästa svenskproducerade jazzskivorna någonsin. Skivan rankades av Sonic Magazine i juni 2013 som det 9:e bästa svenska albumet någonsin.
Skivans titellåt var Bill Evans komposition "Waltz for Debby" som Beppe Wolgers skrivit en svensk text till och döpt till Monicas vals. Denna hade Monica Zetterlund spelat in i oktober 1963 med Georg Riedels orkester. Monicas inspelning av låten nådde även Bill Evans i USA som blev så förtjust i skivan att han den 14 mars 1964 författade ett brev där han bland annat skrev att han var "uppriktigt begeistrad över Monica Zetterlunds "Waltz for Debby". Hon är helt enkelt fantastisk". Bill Evans kom till Sverige och tillsammans med Monica Zetterlund spelade de in LP:n "Waltz for Debby". Förutom olika jazztolkningar så framförs de svenska folkmelodierna "Jag vet en dejlig rosa" och "Vindarna sucka uti skogarna" i arrangemang av Bill Evans.
Albumet gavs ut på CD år 2001.

## Låtlista
1. Come Rain or Come Shine (Text: Johnny Mercer – musik: Harold Arlen) – 4:37
2. Jag vet en dejlig rosa (Trad. arr. Bill Evans) – 2:49
3. Once Upon a Summertime (Musik: Eddie Barclay, Michel Legrand – engelsk text: Johnny Mercer) – 3:00
  - Originaltitel: La Valse des Lilas
4. So Long Big Time (Text: Dory Previn – musik: Harold Arlen) – 3:46
5. Monicas vals (Musik: Bill Evans – svensk text: Beppe Wolgers) – 2:44
  - Originaltitel: Waltz for Debby
6. Lucky to Be Me (Text: Betty Comden, Adolph Green – musik: Leonard Bernstein) – 3:33
7. Vindarna sucka uti skogarna (Trad. arr. Bill Evans) – 3:01
8. It Could Happen to You (Text: Johnny Burke – musik: Jimmy Van Heusen) – 2:57
9. Some Other Time (Text: Betty Comden, Adolph Green – musik: Leonard Bernstein) – 5:32
10. Om natten (Text: Carl Fredrik Reuterswärd – musik: Olle Adolphson) – 1:41

## Medverkande
- Monica Zetterlund — sång
- Bill Evans — piano
- Chuck Israels — kontrabas
- Larry Bunker — trummor
- Göte Wilhelmson — producent
- Olof Swembel — ljudtekniker